# Wolf Pack du Nevada
Pour les articles homonymes, voir Wolfpack.

Logo de 2000 à 2007.

Le Wolf Pack du Nevada (en anglais : Nevada Wolf Pack) est un club omnisports universitaire de l'université du Nevada à Reno (Reno, Nevada). Les équipes du Wolf Pack participent aux compétitions universitaires organisées par la National Collegiate Athletic Association. Nevada fait partie de la Mountain West Conference.
Il existe une rivalité locale avec les Rebels d'UNLV concernant tous les sports. En football américain, il existe une rivalité spécifique avec Boise State.

## Football américain
Nevada gagne un titre de conférence en 2005 partagé avec Boise State et remporte l'Hawaii Bowl 2005 face aux Knights d'UCF.

## Basket-ball
Le Wolf Pack est éliminé du tournoi national de la NCAA en huitièmes de finale en 2004. Les saisons suivantes, Nevada participe également au tournoi national, mais son parcours s'achève au deuxième tour en 2005 et au premier en 2006.

## Anciens joueurs
- Colin Kaepernick, joueur de football américain, quarterback (49ers de San Francisco)
- Javale McGee, basketteur, (Wizards de Washington)